# Prémierfait
Prémierfait è un comune francese di 103 abitanti situato nel dipartimento dell'Aube, nella regione del Grand Est.

## Società

### Evoluzione demografica
Abitanti censiti